# Ермоловка (Омская область)
Ермоловка — упразднённая деревня в Калачинском районе Омской области России. Входила в состав Репинского сельсовета. Исключена из учетных данных в 1989 г.

## География
Располагалась в 5 км к северо-востоку от центра сельсовета села Репинка.

## История
Основана в 1895 году. В 1928 году посёлок Ермолаевский состоял из 100 хозяйств. В административном отношении входил в состав Стеклянского сельсовета Крестинского района Омского округа Сибирского края. Решением Калачинского городского исполнительного комитета от 14 июня 1989 года № 157 деревня Ермоловка Репинского сельского Совета исключена из учетных данных района.

## Население
По результат переписи 1926 г. в поселке проживало 498 человек (234 мужчины и 264 женщины), основное население — украинцы.